# Mindaugas Goncaras
Mindaugas Goncaras, né le 10 juillet 1975 à Dobele,, est un coureur cycliste lituanien.

## Biographie
Mindaugas Goncaras est né à Dobele en Lettonie au sein d'une minorité lituanienne. Il participe à ses premières compétitions cyclistes à l'âge de onze ans. Vers ses seize ans, il commence à courir en Belgique. Il s'installe finalement dans ce pays en 1997, avec pour objectif de faire carrière dans le cyclisme. 
Il passe professionnel en août 1999 avec la formation Ipso-Euroclean. L'année suivante, il porte les couleurs de l'équipe française Saint-Quentin-Oktos. Il évolue ensuite dans la petite structure Zetelhallen-Aluplast en 2001. Souvent présent dans les échappées, il se distingue en remportant l'épreuve À travers Gendringen, disputée aux Pays-Bas. Il termine par ailleurs troisième de Bruxelles-Ingooigem. 
En 2002, il redescend au niveau amateur dans un club néerlandais. Il participe en juin aux championnats de Lituanie, où il se classe deuxième de la course en ligne et troisième du contre-la-montre. Peu de temps après, il retrouve un contrat professionnel chez RDM-Flanders, mais cette expérience ne dure que quelques mois. Goncaras revient alors de nouveau chez les amateurs, où il continue la compétition jusqu'en 2008. Durant cette période, il brille dans des interclubs et sur des kermesses belges en obtenant plusieurs victoires ainsi que diverses places d'honneur. 
Après sa carrière cycliste, il travaille comme mécanicien pour diverses équipes professionnelles. Il exerce notamment cette profession au service de Peter Sagan. 

## Palmarès et résultats

### Palmarès par année
- 2001
  - À travers Gendringen
  - 3e de Bruxelles-Ingooigem
  - 3e du Grand Prix Raf Jonckheere
- 2002
  - 2e du championnat de Lituanie sur route
  - 2e du Grand Prix Raf Jonckheere
  - 3e du championnat de Lituanie du contre-la-montre
  - 3e du Grote Prijs Dr. Eugeen Roggeman
  - 3e du Grand Prix Marcel Kint
- 2003
  - Grote Prijs Dr. Eugeen Roggeman
- 2004
  - 2e du Grand Prix Raf Jonckheere
  - 3e du Grand Prix Marcel Kint
- 2005
  - 3e du Grote Prijs Dr. Eugeen Roggeman
- 2006
  - Coupe Egide Schoeters
  - 3e du Grote Prijs Nieuwkerken-Waas
- 2007
  - 2e du Grote Prijs Nieuwkerken-Waas

### Classements mondiaux
| Année           | 2005   | 2006 |
| --------------- | ------ | ---- |
| UCI Europe Tour | 1 213e | 723e |